# Sant Salvador de la Balma
Sant Salvador de la Balma, també coneguda com a Sant Salvador de Pontons és una capella edificada sobre roca de la qual es té constància des de mitjans del segle xiv a Pontons.

## Descripció
Es troba encaixonada en un cingle de la vall de la riera de Pontons de difícil accés.
És una capella de caràcter romànic formada per una sola nau rectangular, coberta amb una volta ogival, que aprofita la mateixa roca com a absis. La volta, de punt rodó, conserva les marques de l'encanyissat i està reforçada per arcs formers i una paret de carreus uniformes i treballats. Hi ha una sola finestra a l'est del petit temple.

## Història
Els historiadors han defensat diverses teories sobre els orígens de la construcció. La més estesa és que es va edificar com ermita o capella. Per la robustesa de la construcció i la dificultat d'accés pels fidels també s'ha apuntat que en el seu origen podria ser una construcció militar o guaita fortificada que posteriorment va passar a ser l'habitatge d'un ermità.
Es va construir entre els segles xiii i xiv. Se'n té constància des del 1319 i el 1508 s'hi va fer una visita pastoral. Fou reformada a la meitat del segle xviii. El 1777 era una capella dels pares bernats del castell de Pontons.
A la dècada del 2020 es troba abandonada.